# Lifelines: The Jimi Hendrix Story
Lifelines: The Jimi Hendrix Story jest wydaną pośmiertnie kompilacją utworów Jimiego Hendriksa, która ukazała się w 1990 roku. Zawiera wydaną wcześniej kompilację Live & Unreleased: The Radio Show, do której dołączono płytę z występem w Los Angeles Forum z 26 kwietnia 1969 roku.

## Lista utworów
Autorem wszystkich utworów, chyba że zaznaczono inaczej jest Jimi Hendrix.
| CD1 | CD1 | CD1     |
| Nr  | Tytuł utworu                                                                                              | Długość |
| --- | --- | ------- |
| 1.  | „Introduction”                                                                                            | 10:09   |
| 2.  | „Testify” (Isley, Isley, Isley – wykonywany przez The Isley Brothers; Hendrix gra na gitarze)             | 4:24    |
| 3.  | „Lawdy Miss Clawdy” (Price - wykonywany przez Little Richarda; Hendrix nie gra w tym utworze)             | 3:34    |
| 4.  | „I'm A Man” (Diddley – wykonywany przez „Curtis Knight and the Squires”; Hendrix gra na gitarze i śpiewa) | 4:01    |
| 5.  | „Like a Rolling Stone” (Dylan)                                                                            | 6:01    |
| 6.  | „Red House”                                                                                               | 6:45    |
| 7.  | „Hey Joe” (Roberts)                                                                                       | 5:26    |
| 8.  | „Hoochie Coochie Man” (Dixon)                                                                             | 3:33    |
| 9.  | „Purple Haze”                                                                                             | 4:40    |
| 10. | „The Wind Cries Mary”                                                                                     | 5:15    |
| 11. | „Foxey Lady”                                                                                              | 2:54    |
|     | | 56:42   |

| CD2 | CD2                                      | CD2     |
| Nr  | Tytuł utworu                             | Długość |
| --- | ---------------------------------------- | ------- |
| 1.  | „Third Stone from the Sun”               | 6:21    |
| 2.  | „Rock me Baby” (King, Josea)             | 7:18    |
| 3.  | „Look Over Yonder/Mr. Bad Luck”          | 3:43    |
| 4.  | „Burning of the Midnight Lamp”           | 5:13    |
| 5.  | „Spanish Castle Magic”                   | 2:58    |
| 6.  | „Bold as Love”                           | 5:17    |
| 7.  | „One Rainy Wish”                         | 4:24    |
| 8.  | „Little Wing”                            | 2:37    |
| 9.  | „Drivin’ South”                          | 5:24    |
| 10. | „The Things I Used to Do” (Jones)        | 6:10    |
| 11. | „All Along the Watchtower” (Dylan)       | 5:50    |
| 12. | „Drifter’s Escape” (Dylan)               | 4:51    |
| 13. | „Cherokee Mist”                          | 4:22    |
| 14. | „Voodoo Child (Slight Return)”           | 4:37    |
| 15. | „1983... (A Merman I Should Turn to Be)” | 4:37    |
|     |                                          | 1:13:42 |

| CD3 | CD3                       | CD3     |
| Nr  | Tytuł utworu              | Długość |
| --- | ------------------------- | ------- |
| 1.  | „Voodoo Chile”            | 10:08   |
| 2.  | „Come On (Part 1)” (King) | 4:39    |
| 3.  | „Manic Depression (live)” | 8:10    |
| 4.  | „Machine Gun”             | 6:52    |
| 5.  | „Room Full of Mirrors”    | 4:36    |
| 6.  | „Angel”                   | 3:22    |
| 7.  | „Rainy Day Shuffle”       | 2:52    |
| 8.  | „Valleys of Neptune”      | 4:43    |
| 9.  | „Send My Love to Linda”   | 2:45    |
| 10. | „South Saturn Delta”      | 4:15    |
| 11. | „Dolly Dagger (live)”     | 6:43    |
| 12. | „Night Bird Flying”       | 5:32    |
|     |                           | 1:04:37 |

| CD4 | CD4                                                                          | CD4     |
| Nr  | Tytuł utworu                                                                 | Długość |
| --- | ---------------------------------------------------------------------------- | ------- |
| 1.  | „Tax Free” (Hansson/Karlsson)                                                | 13:56   |
| 2.  | „Red House”                                                                  | 11:07   |
| 3.  | „Spanish Castle Magic”                                                       | 11:43   |
| 4.  | „Star Spangled Banner” (Traditional)                                         | 2:29    |
| 5.  | „Purple Haze”                                                                | 6:56    |
| 6.  | „I Don’t Live Today”                                                         | 7:06    |
| 7.  | „Voodoo Child (Slight Return)/Sunshine of Your Love” (Clapton, Bruce, Brown) | 17:14   |
|     |                                                                              | 1:10:31 |

## Artyści nagrywający płytę
- Jimi Hendrix – gitara, śpiew
- Mitch Mitchell – perkusja
- Noel Redding – gitara basowa
- Billy Cox – gitara basowa
- Buddy Miles – perkusja